# Narednik Kirk
Narednik Kirk (španjolski: El Sargento Kirk) naslov je i glavni lik vestern serije stripova talijanskog tvorca stripova Huga Pratta i argentinskog autora Héctora Germana Oesterhelda.

## Povijest izdavanja
Serija, izvorno stvorena u Argentini tijekom Zlatnog doba argentinskog stripa, prvi je put objavljena u broju 225 tjednog strip magazina Misterix 9. siječnja 1953. Sargento Kirk nastavio je s izlaziti u Misterixu sve do broja 475, dana 20. prosinca 1957., kada je osnovana Oesterheldova vlastita izdavačka kuća Editorial Frontera, a serija je nastavljena u časopisima Frontera Frontera Extra i Hora Cero Suplemento Semanal. Izlazio je do 1961. godine crtežima Pratta, Jorgea Moliternija, Horacia Porrece i Gisele Dexter. Dodatna priča o NAredniku Kirku objavljena je 1973. u časopisu Billiken, koji je nacrtao Gustavo Trigo.

## Sinopsis
Narednik Kirk bivši je vojnik američkog građanskog rata koji nastavlja služiti na poslijeratnom Divljem zapadu. Prisiljen sudjelovati u masakru američkih Indijanaca od strane američke vojske, Kirk dezertira i posvećuje se obrani Indijanaca U osnovi plemenit čovjek, Kirk se prema svojim neprijateljima odnosi tolerantno i humano. Među Kirkovim pratiteljima koji se pojavljuju u seriji su "El Corto", dr. Forbes i indijanski dječak Maha.

## Časopis
Narednik Kirk (talijanski: Il Sergente Kirk) odabran je kao ime časopisa Pratt pokrenutog u Italiji u srpnju 1967. godine, uz financijsku pomoć pokrovitelja Florenza Ivaldija. U njemu su prikazani prikazani radovi iz argentinskog razdoblja, kao i serija Luck Star O'Hara, Gli Scorpioni del Deserto, te prva publikacija Corto Maltesea u priči Una Ballata del Mare Salato. Časopis je redovito distribuirao do prosinca 1969. godine, a sporadično je izlazio tijekom 1970-ih.